# Wilhelm Stünkel
Wilhelm Julius Anton Stünkel (* vor 1819; † 31. August 1856) war ein deutscher Manufakturleiter.

## Leben
Stünkel war bereits seit 1819 als Faktorschreiber bei der Porzellanmanufaktur Fürstenberg beschäftigt. Von 1825 bis 1856 leitete er die Manufaktur als Nachfolger von Georg Leschen, zunächst als Inspektor, seit 1837 als Direktor. Durch Reisen zu den großen deutschen oder französischen Porzellanfabriken erweiterte er ihm fehlende Kenntnisse, um diese nach seiner Rückkehr in eine Reihe von Verbesserungen in der eigenen Fabrik umzusetzen, um diese wieder leistungsfähiger und gewinnbringender zu machen.
Ein bedeutendes Verdienst seiner Tätigkeit lag darin, dass er es als erster Leiter schaffte, ohne Zuschuss aus der Staatskasse auszukommen und sogar einen Gewinn von 55.000 Talern zu erwirtschaften. Dies gelang aber nicht nachhaltig; die Ertragslage wurde im letzten Jahr seiner Direktion aufgrund der großen Konkurrenz wieder negativ. Zu den Neuerungen gehörte eine Verminderung der Betriebskosten, beispielsweise durch eine im Jahre 1828 erfolgte Aufhebung der Fürstlichen Buntmalerei oder durch zweckmäßigere Einrichtungen im Herstellungsprozess wie eine bessere Benutzung der bisherigen Kapseln oder die Verwendung von Eichenholz als Brennmaterial. 1844 sorgte er dafür, dass Sanitätsgeschirr mit der Bezeichnung „S.gesch.“ versehen wurde, um es als solches kenntlich zu machen und bei der Ausfuhr die ansonsten fällige Porzellansteuer zu verhindern.
Seit 1839 verschlechterte sich sein Gesundheitszustand und er musste bis 1848 von Herzog Wilhelm bewilligte Kuraufenthalte in Bad Ems und anderen Kurorten einlegen. In den Jahren 1853 und 1855 besichtigte er in Frankreich Fabriken und bemühte sich dort um zuverlässige Lieferanten von Porzellanton. Ab 1855 wurde der Fürstenberger Tonmasse etwa 10 % Kaolin aus Limoges zugesetzt.
1856 wurde ihm ein weiterer Kuraufenthalt in Salzbrunn genehmigt. Stünkel wollte die Reise mit einem Besuch der oberschlesischen Porzellanfabriken in Waldenburg und Altwasser nutzen. Auf der Rückreise von dort verstarb er an einer Lungenentzündung. Nach seinem Tod führten Johann Carl Prössel und der Materialienrendant von Rauschenplath die Geschäfte der Manufaktur.
Bis zu seinem Tod hatte Stünkel versucht, die Porzellanmasse durch Versuche zu vervollkommnen, da sie bisweilen noch immer starke Verunreinigungen aufwies.

## Auszeichnungen
Für seine Verdienste wurde der Fabrikdirektor Stünkel mit dem Verdienstkreuz erster Klasse des Herzoglich Braunschweigischen Ordens Heinrichs des Löwen ausgezeichnet.